# أنشودة الشتاء
أنشودة الشتاء (بالإنجليزية: When icicles hang by the wall، تعرف أيضًا باسم Winter’s song) هي أنشودة غنائية قصيرة من تأليف وليم شكسبير، وتأتي ضمن مسرحيته الحب مجهود ضائع (الفصل الخامس، المشهد الثاني، السطر 933).

## خلفية
تصف الأنشودة مشاهد الشتاء القارس في الريف: الجليد على الجدران، رعاع الرعاة يدفئون أيديهم، وصوت البومة “Tu-who” بينما تطبخ “Joan” في الحظيرة.

## نص الأنشودة (بالإنجليزية)
When icicles hang by the wall,

And Dick the shepherd blows his nail,

And Tom bears logs into the hall,

And milk comes frozen home in pail,

When blood is nipp’d, and ways be foul,

Then nightly sings the staring owl,

Tu-who;

Tu-who, a merry note,

While greasy Joan doth keel the pot.

## لحن موسيقي
لُحّنت الأنشودة من قبل عدد من الملحنين الإنجليز مثل توماس آرنه، ريف فون ويليامز.

## روابط خارجية
- نص الأنشودة في ويكي مصدر